# Pedro Rubén Décima
Pedro Rubén Décima est un boxeur argentin né le 10 mars 1964.

## Carrière
Passé professionnel en 1984, il devient champion d'Argentine des super-coqs en 1987 puis champion du monde WBC de la catégorie le 5 novembre 1990 aux dépens de l'américain Paul Banke. Decima perd en revanche son titre dès le combat suivant le 3 février 1991 après sa défaite par arrêt de l'arbitre au 8e round contre Kiyoshi Hatanaka. Il met un terme à sa carrière en 1993 sur un bilan de 31 victoires et 4 défaites.